# 精神
精神（せいしん、英: Spirit、 希: πνεύμα、 羅: spiritus）は、心、意識、気構え、気力、理念、などといった意味を持つ言葉。

## 概要
日本語の「精神」は、中国語に既にあったものを漢語系語彙として使用してきたが、文明開化以来、ギリシア語: Pneuma、ラテン語: spiritus、英語: spirit、フランス語: esprit、ドイツ語: Geist等の訳語として使われていることも多い。例えば日本語では、「精神」と「理念」と「スピリット」などと別表記にして相互に関連が無いと思い込んでいても、元のインド・ヨーロッパ語族の話し手は同一語を使っており、なんらかの語感を意識して込めている場合が多い。
また中国では、「精」と「神」とを組み合わせた古い漢語であり、元来は元気やエネルギーという意味であった。これが今日のような「物質」の対義語として使われるようになるのは、明治の日本でドイツ語のGeistなどの翻訳語に選ばれて以来のことである。インド・ヨーロッパ語族の語の示す概念の広がりと似ており、背景となっている「気」が精神と物質との双方を包摂した概念であり、「気」は純度に応じ「精」「気」「神」に細分され「精」においては物質的、「神」においては精神作用も行うとされる。

## 信仰の用語
数千年前から伝統的に、宗教的な意味を込められて使われている。
ギリシア語: Pneuma、ラテン語: spiritus、英語: spirit、フランス語: esprit、ドイツ語: Geist。
必ずしも翻訳されずに、音写でカタカナ表記で使われていることも多い。以下の項目も参照。
- プネウマ
- スピリトゥス
- スピリット
- エスプリ
- ガイスト

また、日本語では文脈により同一語を「霊」などと訳し、区別している場合もある。

## 近代西洋哲学用語
キリスト教を待たず、既にギリシア哲学においても、人間の能力に卓越したものとして神を考える傾向があり、このとき、神は人間より高次の精神を持つものとされる。そこで両者の差異をいうため「人間精神」「神的精神」の区別が立てられる事も多い。
一般に精神は、魂ないし知性を持たない物質、あるいは魂を持つが知性を持たない生物（動物・植物）との対立に置かれる。一方で唯物論においては一般に精神を独自の存在として立てず、精神を人間等の体内での微小物質の運動として記述する事が古代より行われてきた。
ルネ・デカルトは実体を延長と精神に分け、後者のみに能動性を認めた。これに対してライプニッツは物質にも自発運動を認める一方で、精神を実体の知性的な自己表現力として、単なる知覚や感覚から分け、デカルトにおいては一つの概念であった明晰判明を明晰性（Klarheit）と判明性（Deutlichkeit）に分け、判明性を精神のメルクマールとした。
ライプニッツ＝ヴォルフ学派においては人間の明晰な精神活動は、さらに、判明な上級認識能力である悟性および理性と、混雑した下級認識能力である感性に分類される。論理学は上級認識能力による認識の規則の学であり、形而上学としての哲学に規則を与えると考えられる。バウムガルテンは下級認識能力である感覚の論理学を構想し、これに「アエステーティカ」（感性学、美学とも訳す）の名を与えた。
以上の経緯を経て、近代西洋哲学用語としての精神は、知性的存在者の認識能力、意志能力、判断能力の総称であり、論者によっては理性、悟性、知性などと同義に用いられる。まれに魂と同義に用いられるが、一般には、感情、知覚、受動性にかかわる能力とされる魂に対して、精神は能動的で知性的な働きとされる事が多い。
また、ごく一部の極めて稀なものとして、精神を微小物質の運動の側面として捉える場合、精神は肉体を構成する物質よりミクロの運動を行い、肉体で認識できる領域を超越した遥かに広大な領域の情報を認識する可能性を備えているとも捉えられるかもしれない。
なお、欧米語では認識能力としての精神は、判定の能力から転じて社交における知的表出の能力としても捉えられる。フランス語のエスプリ、ドイツ語のガイストには「機知」「生気」の意味合いも含まれる。ことに仏語ではエスプリは冗談や笑い噺を意味する最も一般的な語として用いられる。